# Герман Бом
Герман Бом (нім. Hermann Bohm; 15 січня 1885 — ?) — німецький офіцер-підводник, оберлейтенант-цур-зее резерву кайзерліхмаріне.

## Біографія
В квітні 1908 року вступив на флот. Учасник Першої світової війни. З 1 січня по 31 жовтня 1918 року — командир підводного човна SM U-72. 21 грудня 1918 року звільнений у відставку.

## Звання
- Віцештурман резерву (26 травня 1909)
- Лейтенант-цур-зее резерву (6 травня 1912)
- Оберлейтенант-цур-зее резерву (17 липня 1915)

## Нагороди
- Залізний хрест 2-го і 1-го класу